# SMS Friedrich der Große (1875)
El SMS Friedrich der Große fue una fragata blindada (panzerfregatte) de la Kaiserliche Marine alemana, botada el 20 de septiembre de 1874 en Kiel, Alemania, como la segunda de los tres buques de su clase, compuesta además por el SMS Preußen , botado en 1873 en Stettin, y el SMS Großer Kurfürst, botado en 1875 en Wilhelmshaven. Debe su nombre a Federico II el Grande, rey de Prusia entre 1740 y 1786. 

## Diseño

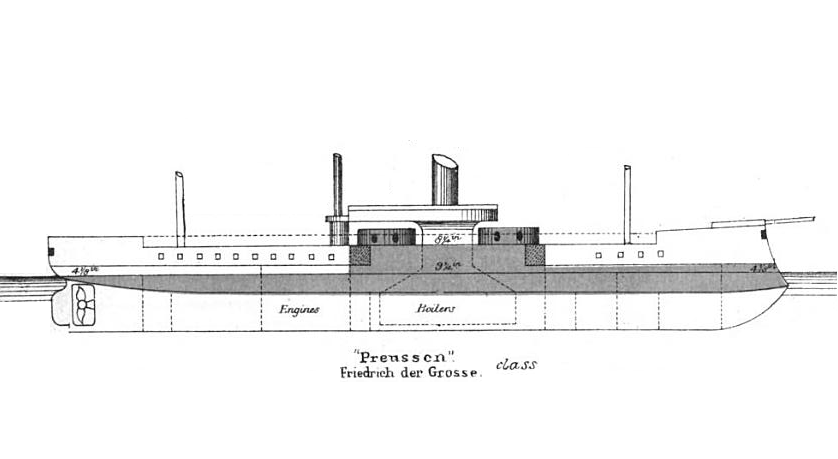
Diseño del SMS Friedrich der Große

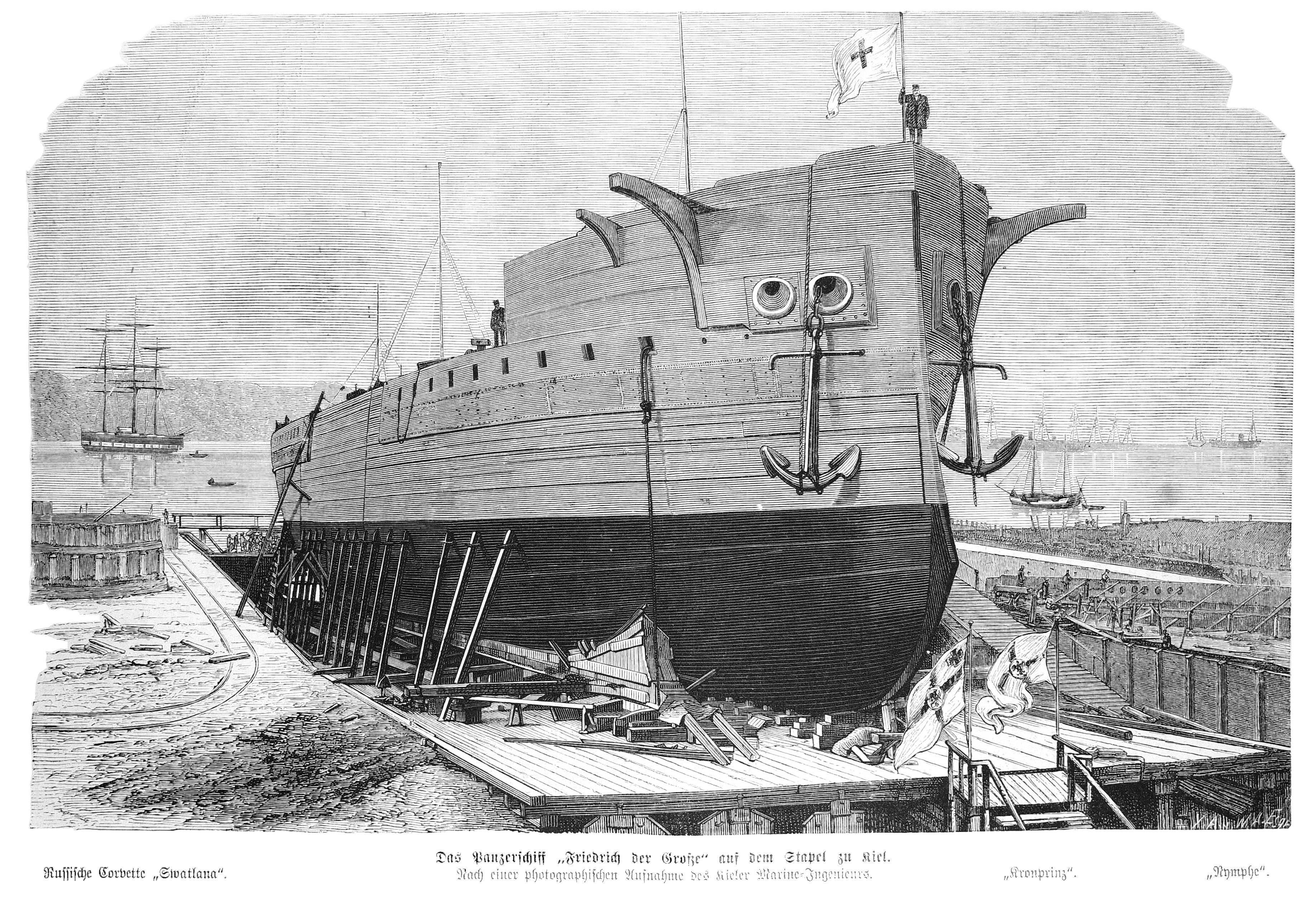
SMS Friedrich der Große

Fue botada como fragata blindada, pero posteriormente fue reclasificada como Panzerschiff (buque acorazado). Junto a sus gemelos, fueron los primeros buques dotados de torretas construidos en Alemania, como integrantes de la nueva Kaiserliche Marine, sin dependencia de los astilleros extranjeros.
Tenía una eslora de 96 metros para un desplazamiento de 6800 t, con un blindaje de hierro sobre planchas de teca. El blindaje de las torres era de 203 mm, el del cinturón acorazado de 228 mm a mitad del buque, que se reducía hasta los 102 mm en los extremos. Su aparejo vélico tenía una superficie de 1834 m², y navegando a vapor, sus máquinas le permitían alcanzar una velocidad máxima de 14 nudos. Su armamento estaba formado por 6 cañones de 200 mm y cuatro de 170 mm La tripulación, estaba compuesta por 46 oficiales y 454 hombres entre suboficiales y marinería.

## Historial
El SMS Friedrich der Große sirvió con la flota imperial hasta 1891, cuando fue transformado para desempeñar labores en puerto como pontón para el almacenamiento de carbón, hasta su desguace en 1920.